# Řád za zásluhy Polské republiky
Řád za zásluhy Polské republiky (polsky Order Zasługi Rzeczypospolitej Polskiej) je státní vyznamenání Polské republiky založené roku 1992. Udílen je občanům Polska pobývajícím v zahraničí a cizím státním příslušníkům za významný přínos k posílení mezinárodní spolupráce a spolupráce mezi Polskou republikou a dalšími zeměmi.

## Historie
Řád za zásluhy Polské republiky nahradil v roce 1974 založený Řád za zásluhy Polské lidové republiky. Již v nařízení prezidenta Polské republiky ze dne 16. dubna 1991 bylo, přes neexistenci změny zákona o Řádu za zásluhy Polské lidové republiky či jeho názvu, použité nové pojmenování Řád za zásluhy Polské republiky a popis v nařízení měnil i vzhled řádových insignií, které odpovídaly později oficiálně založenému řádu. Oficiálně byl nový řád založen zákonem ze dne 16. října 1992 O řádech a vyznamenáních. Autorem vzhledu insignií je sochař Edward Gorol.

## Pravidla udílení
Řád se udílí cizincům a občanům Polska, kteří žijí v zahraničí, za významný přínos k mezinárodní spolupráci a spolupráci mezi Polskou republikou a dalšími zeměmi. Řád udílí úřadující prezident Polska z vlastního podnětu nebo na žádost předsedy vlády či ministra zahraničních věcí.

## Insignie
Vzhled řádového odznaku vychází ze vzhledu předchozího Řádu za zásluhy Polské lidové republiky. Odznak má tvar pěticípého hvězdného kříže. Ramena kříže jsou na přední straně pokryta červeným smaltem a na bocích jsou bíle smaltovaná. Mezi rameny jsou shluky paprsků. Uprostřed kříže je postříbřený orel s korunkou, který se podobá orlici na státním znaku republiky. Ke stuze je odznak připojen pomocí přechodového prvku ve tvaru štítu s písmeny RP. V případě nejnižší třídy jsou kovové prvky odznaku postříbřené, u vyšších tříd jsou pozlacené. Průměr odznaku v případě I. třídy je 68 mm, u II. a III. třídy 60 mm a u IV. a V. třídy 48 mm.
Řádová hvězda o průměru 80 mm náleží k insigniím I. a II. třídy. Skládá se z deseti svazků paprsků, z nichž pět svazků je pozlaceno a pět postříbřeno. Uprostřed je kulatý červeně smaltovaný medailon s postříbřenou orlicí po vzoru státního znaku Polska.

Stuha je tmavě modrá.

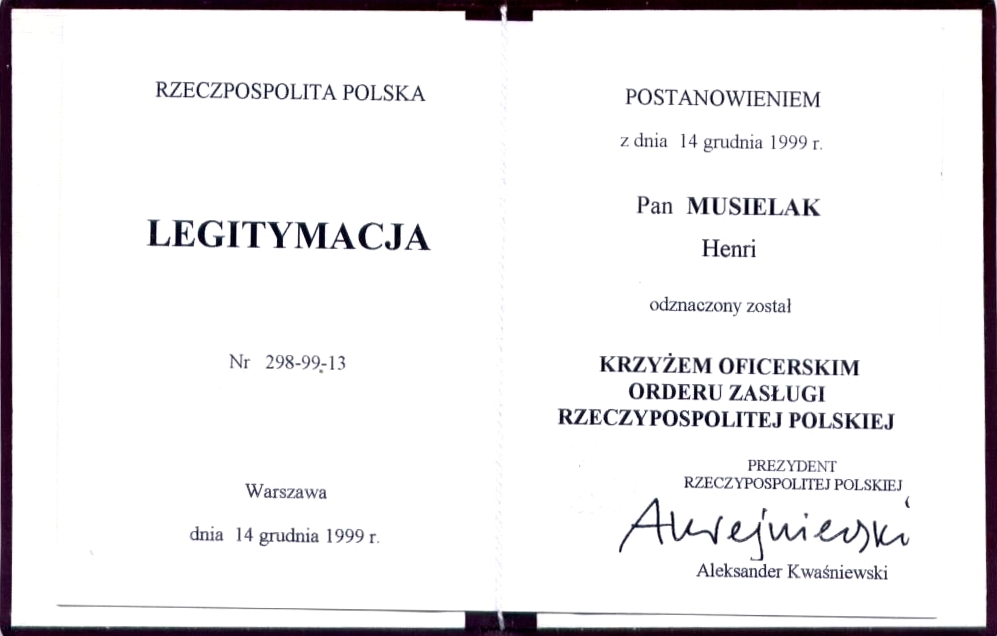
Osvědčení o udělení vyznamenání
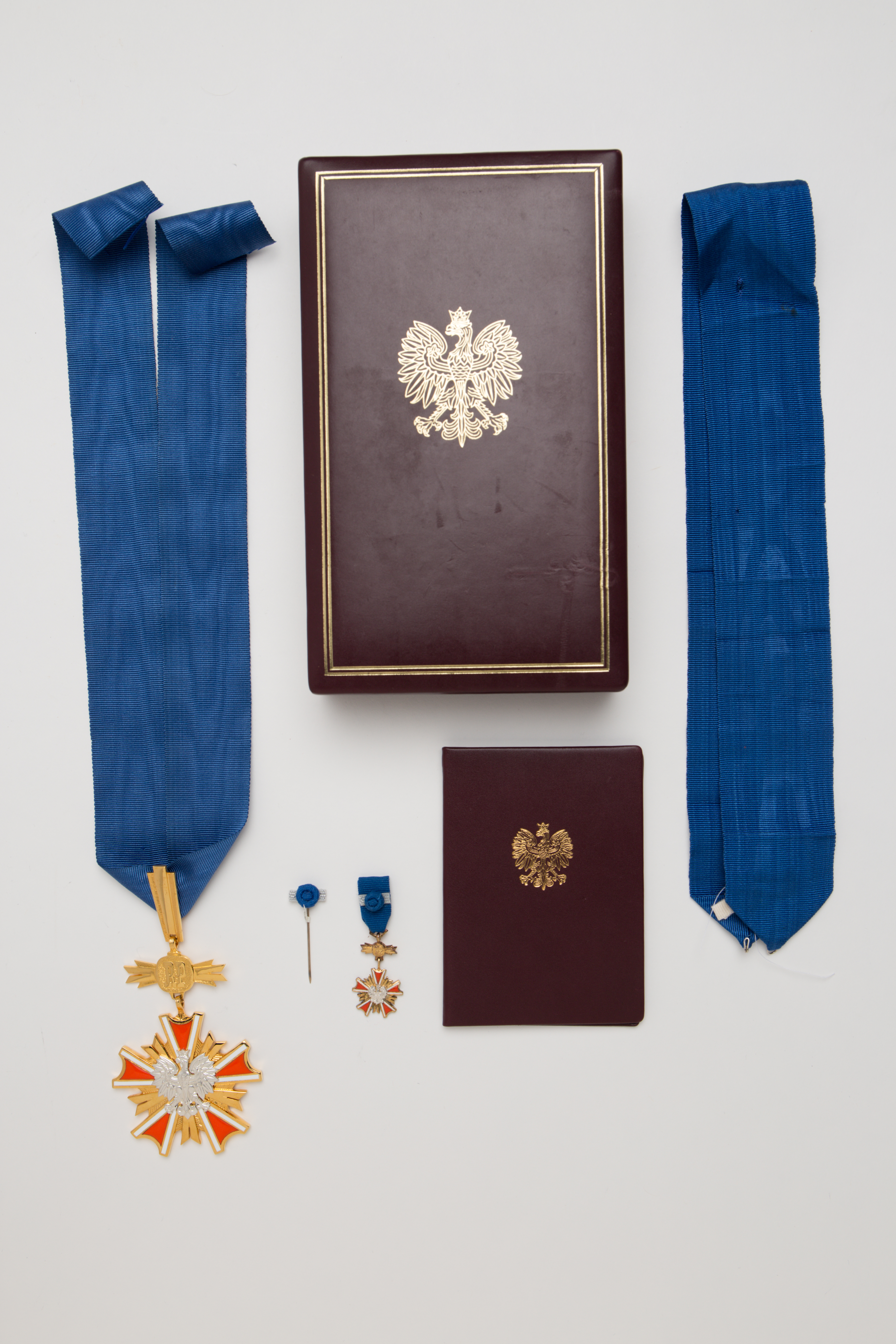
Řádové insignie, třída komandérský kříž
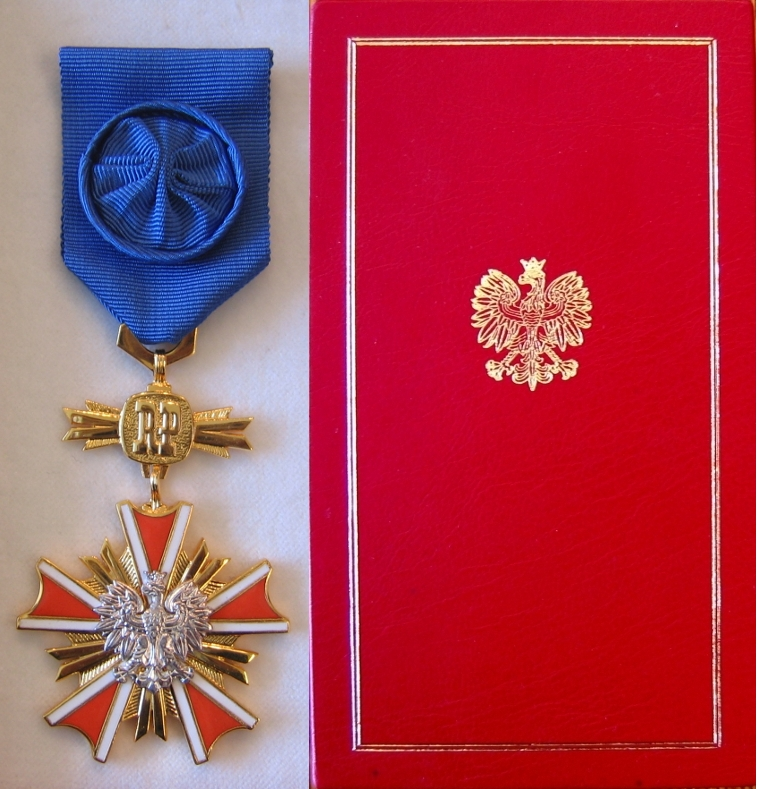
Třída důstojnického třída

## Třídy
Řád je udílen v pěti třídách:
- velkokříž – Řádový odznak se nosí na stuze široké 100 mm spadající z pravého ramene na protilehlou stranu. Řádová hvězda se nosí nalevo na hrudi, a to pod dalšími řády a medailemi.
- kříž komandéra s hvězdou – Řádový odznak se nosí na stuze široké 45 mm kolem krku. Řádová hvězda se nosí napravo na hrudi.
- komandérský kříž – Řádový odznak se nosí na stuze široké 45 mm kolem krku. Řádová hvězda této třídě již nenáleží.
- důstojnický kříž – Řádový odznak se nosí na stužce široké 36 mm nalevo na hrudi. Na stužce je rozeta o průměru 30 mm.
- rytířský kříž – Řádový odznak se nosí na stužce široké 36 mm nalevo na hrudi.

velkokříž
komtur s hvězdou
komtur
důstojník
rytíř